# Richie Wellens
Richard Paul Wellens (Manchester, 26 marzo 1980) è un allenatore di calcio ed ex calciatore inglese, di ruolo centrocampista, tecnico del Leyton Orient.

## Carriera

### Calciatore
Wellens ha iniziato la sua carriera al Manchester Utd prima di firmare per il Blackpool nel 2000, dove conquistò la promozione dalla League Two grazie ai playoff nel 2001. Nel 2005 passa ai rivali del Lancashire dell'Oldham Athletic nei quali mette insieme 87 presenze in due stagioni. Dopo la sua esperienza ad Oldham, Wellens si trasferisce al Doncaster nell'estate del 2007 divenendo subito un idolo della tifoseria, aiutando la squadra a risalire in Championship per la prima volta in 50 anni. La sua avventura al Doncaster terminò nel 2009, dopo aver aiutato il club a consolidare la sua posizione in Championship, quando passa al Leicester City. Nel suo periodo nelle Midlands Wellens mette insieme 129 condite da 4 gol, vincendo il Player of the Year del club nel 2011. Dopo un breve periodo in prestito all'Ipswich Town, Wellens torna al Doncaster nel 2013. Terminata la sua seconda avventura a Doncaster, dopo aver vagato per 5 squadre in 2 anni, disputa la sua ultima partita nel dicembre del 2016.

### Allenatore
Il primo ruolo da allenatore di Wellens fu quando si riunì all'Oldham Athletic da settembre 2017 a giugno 2018 quando fulicenziato dopo la retrocessione del club in Football League Two. Wellens si accasò allo Swindon Town, rimasto senza allenatore, nell'estate del 2018, portando il club a vincere la Football League Two 2019-2020 grazie alla media punti durante la pandemia di COVID-19.
Il 4 novembre 2020 lascia lo Swindon per accasarsi al Salford City, militante in Football League Two, firmando un contratto di tre anni. Il 22 marzo, nonostante avesse ottenuto 11 vittorie, 10 pareggi e 9 sconfitte in 30 partite, decide di rescindere consensualmente il proprio contratto con il club.

## Palmarès

### Giocatore

#### Club
- Football League Trophy: 2

Blackpool: 2001-2002, 2003-2004

#### Individuale
- Football League Second Division PFA Team of the Year: 1

2003-2004
- Football League One PFA Team of the Year: 2

2006-2007, 2007-2008
- EFL Championship Player of the Month: 1

gennaio 2011
- Leicester City Player of the Year: 1

2010–2011

### Allenatore

#### Competizioni nazionali
- Campionato inglese di quarta divisione: 2

Swindon Town: 2019-2020
Leyton Orient: 2022-2023
- Football League Trophy: 1

Salford City: 2019-2020